# Hodovîțea, Pustomîtî
Hodovîțea (în ucraineană Годовиця) este localitatea de reședință a comunei Hodovîțea din raionul Pustomîtî, regiunea Liov, Ucraina.

## Demografie
Componența lingvistică a localității Hodovîțea
     Ucraineană (99,43%)
     Alte limbi (0,34%)
Conform recensământului din 2001, majoritatea populației localității Hodovîțea era vorbitoare de ucraineană (99,43%), existând în minoritate și vorbitori de alte limbi.